# Saarlouis (plaats)
Saarlouis is een stad in de Duitse deelstaat Saarland en hoofdstad van de Landkreis Saarlouis. De stad telt 34.409 inwoners (31-12-2020) en is een regionaal centrum van onderwijs en handel. Er is auto-industrie en staalproductie.
Saarlouis is gelegen aan de rivier de Saar.
De naam louis in de stadsnaam refereert aan de Franse koning Lodewijk XIV (Frans Louis XIV). De uitspraak van de naam is dan ook ongeveer Zaarloe-íe. Inwoners van Saarlouis zijn Saarlouiser, waarin de tweede s eveneens niet wordt uitgesproken.
Na de Franse Revolutie werd de stad officieel Sarre-Libre genoemd, aangezien de revolutie onder andere tegen het Franse koningshuis gericht was. In 1810 werd dit weer teruggedraaid.
Van 1936 tot 1945 was de officiële naam van de stad Saarlautern daar de naziregering probeerde de stadsnaam te verduitsen.
In 1991 was een vluchtelingenhuis in Saarlouis het doelwit van een racistische aanslag, waarbij één persoon stierf aan brandwonden. Ruim dertig jaar later werd een rechtsextremistische verdachte Peter S. gearresteerd.
Een van de economische motoren voor stad en regio is de assemblagefabriek Ford Saarlouis van Ford Motor Company. De productie-eenheid zorgt voor 4.600 banen, met nog eens aanvullend 2.000 banen in het aangrenzende toeleverancierspark. In 2022 stelde Ford het overleven van het bedrijf na 2025 ter discussie.

## Museum
- Haus Ludwig für Kunstausstellungen Saarlouis

## Geboren
- Michel Ney (1769-1815), Franse maarschalk
- Paul von Lettow-Vorbeck (1870-1964), generaal
- Esther Bejarano (1924-2021), zangeres, antifascist en overlevende van het meisjesorkest van Auschwitz
- Oskar Lafontaine (1943), politicus
- Heiko Maas (1966), politicus
- Gudula Staub (1968), volleyballer en beachvolleyballer
- Gabriel Clemens (1983), darter

## Afbeeldingen

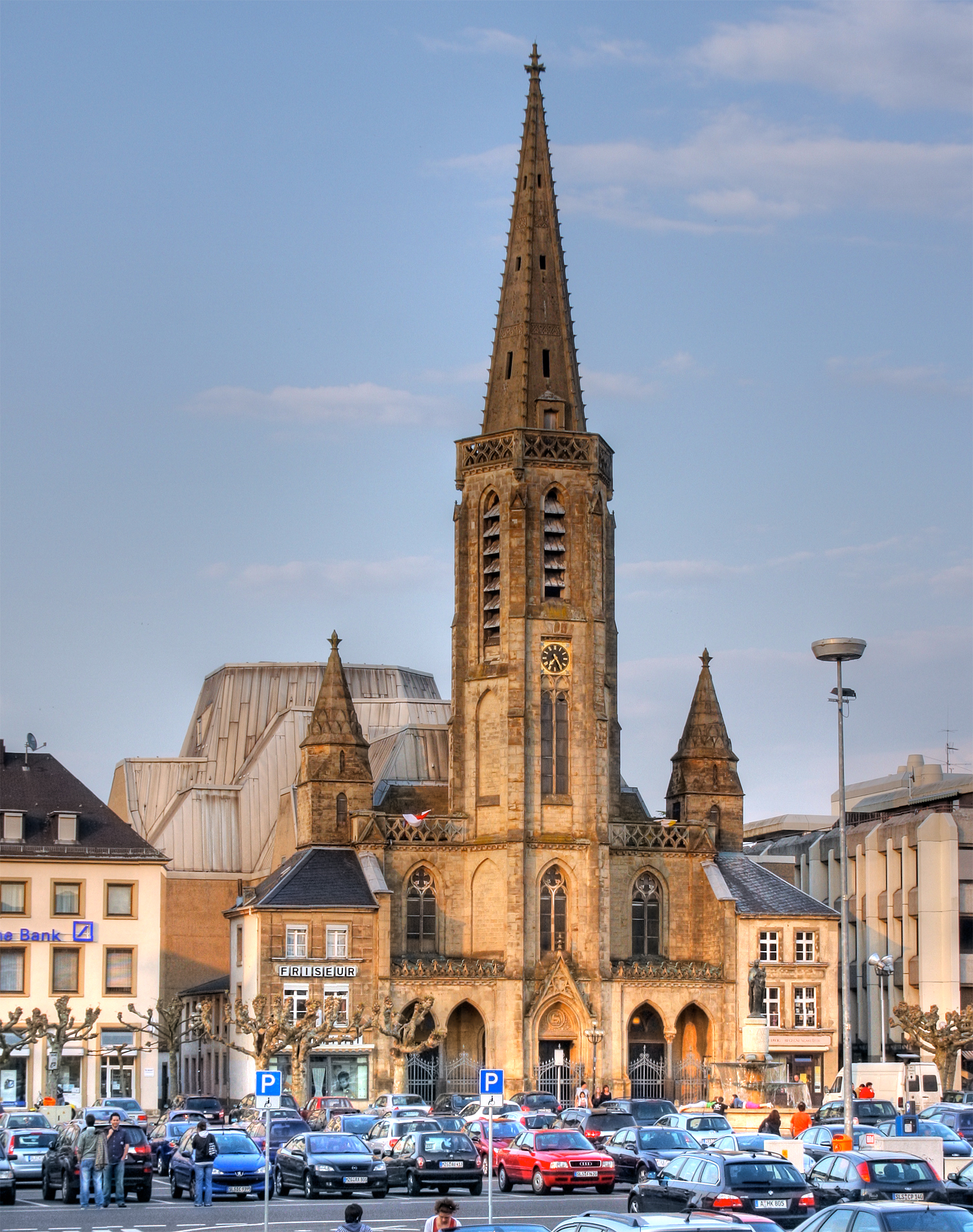
St. Ludwigskerk in Saarlouis
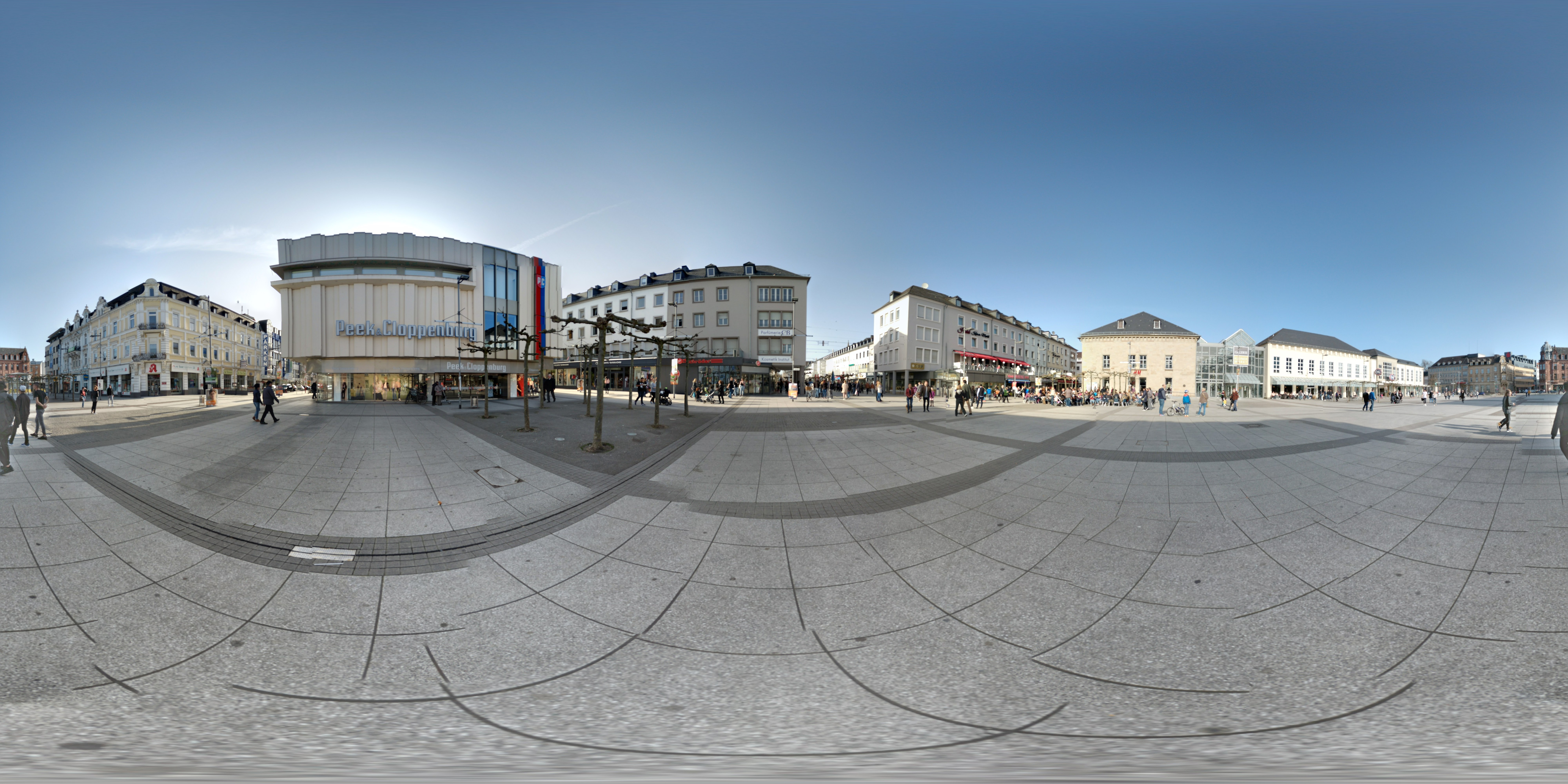
Kleiner Markt
Teufelsburg
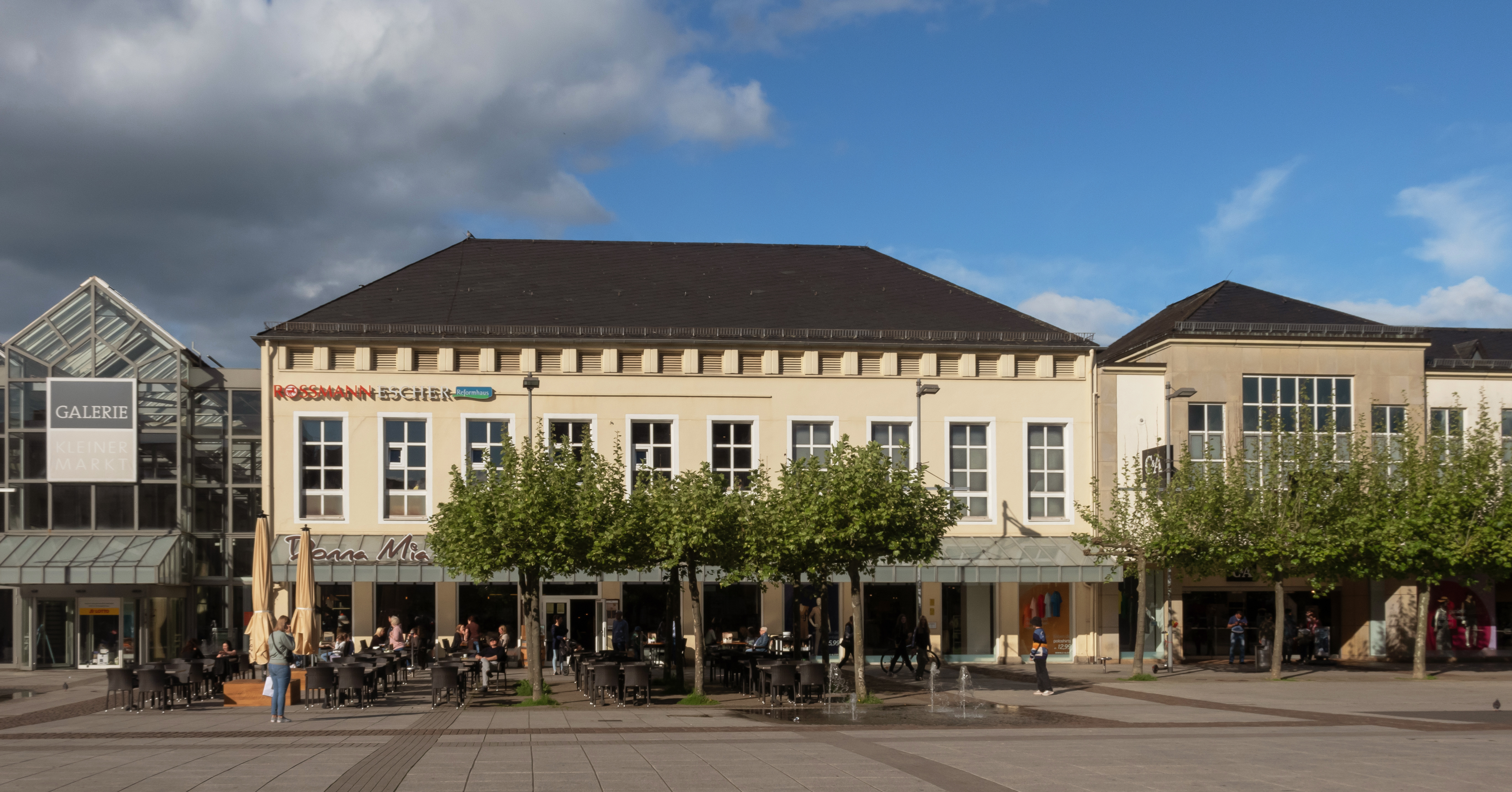
Restaurant Donna Mia
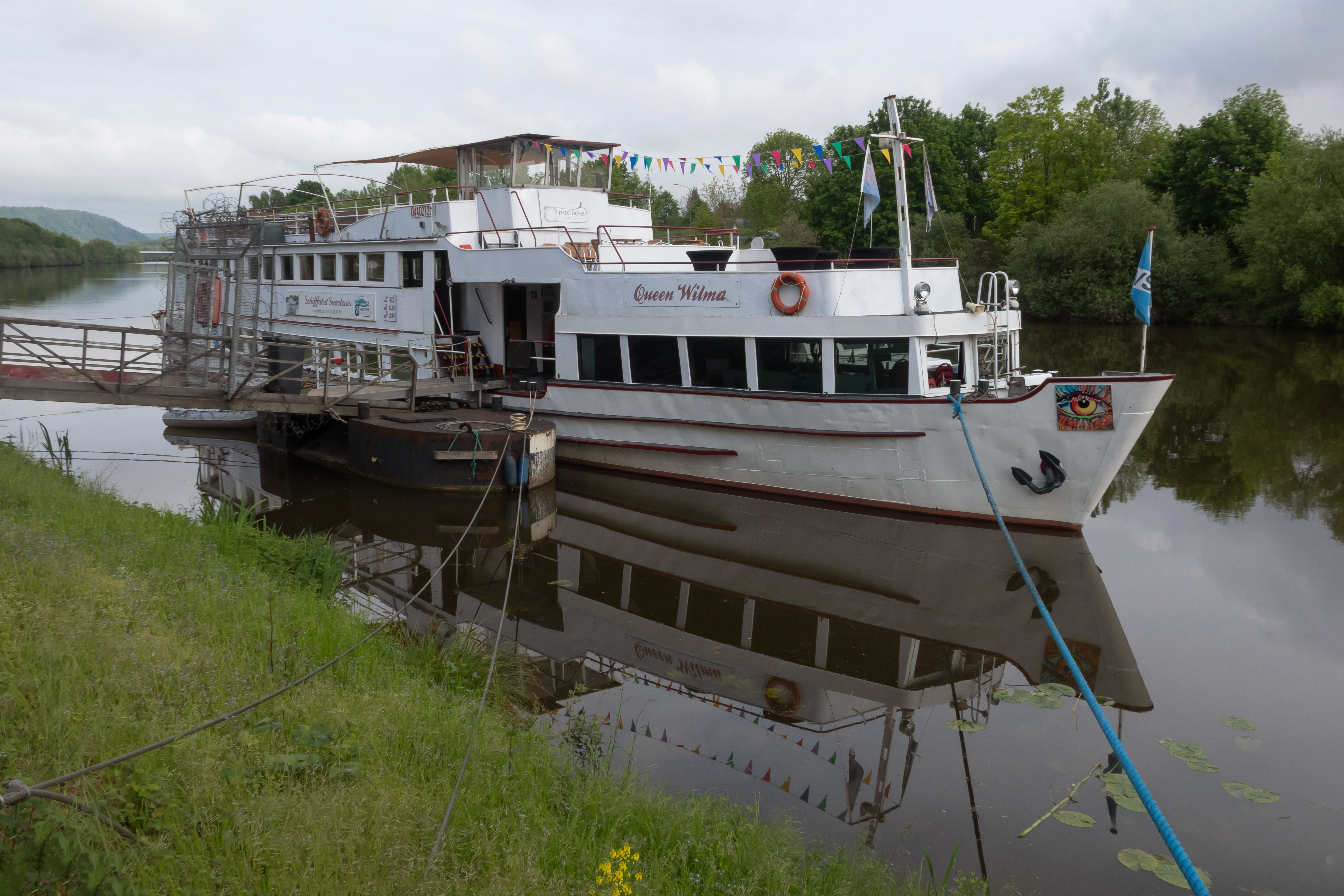
rondvaartboot Queen Wilma